# Trichosalpinx egleri
Trichosalpinx egleri là một loài lan bản địa của miền nam tropical America.